# Bácsújlak
Bácsújlak (szerbül Бачко Ново Село / Bačko Novo Selo, németül Neudorf an der Donau) falu Szerbiában, a Vajdaságban, a Dél-bácskai körzetben, Bács községben.

## Fekvése
Bácskában, Bácstól 12 km-re délnyugatra, a Duna bal partján fekszik. Itt a Duna túlsó partja Horvátországhoz tartozik.

## Története
Bácsújlak neve egykor Novoszeló volt.
Nevét 1554-ben, a török defterek a bácsi nahijében említették először, ekkor három, 1570-ben tizenegy és 1590-ben kilenc adózó házzal.
Bács vármegye 1699. évi első összeírásában Novoszeló nincs felsorolva, de egy 1701. évi kamarai feljegyzésben Lovrenctől nyugatra említik Novoszeló, másképpen Újfalu pusztát, mely Müller 1709. évi térképén is szerepel.
Az 1700-as évek elején kamarai birtok volt. 1715-ben Novoszelóban hét adófizetőt írtak össze.
1731-ben Novoszelót és Szent-Lovrenczet báró Zoanna Jánosnak adományozták, aki négy országos vásárt eszközölt ki Novoszelónak. Zoana János 1746-ig volt Lovrencz és Novoszeló földesura, ekkor a Pálffyaké lett.
1778-ban gróf Pálffy János Novoszelót és puszta Lőrinczet Csepéni Adamovics János királyi tanácsosnak adta el, aki ismét eladta Cseh Mihály királyi tanácsosnak. A Cseh családé maradt a 19. században is.
1828-ban német falunak írták, ekkor a Duna áradásaitól is sokat szenvedett.
1910-ben 1799 lakosából 100 magyar, 1661 német volt. Ebből 1785 volt római katolikus.
A trianoni békeszerződés előtt Bács-Bodrog vármegye Palánkai járásához tartozott.

## Népesség

### Demográfiai változások
| 1948 | 1953 | 1961 | 1971 | 1981 | 1991 | 2002 |
| ---- | ---- | ---- | ---- | ---- | ---- | ---- |
| 1751 | 1848 | 2236 | 1665 | 1522 | 1365 | 1228 |

## Látnivalók
- Szent Anna római katolikus templom: a plébániát 1734-ben alapították, mígnem előtte Bács leányegyháza volt. A közelben volt a Szent Lóránt-plébánia, melyet 1720-ban szintén Bácshoz csatoltak. Ezt a templomot 1827-ben emelték. A templom névadója Szent Anna, Szűz Mária édesanyja. A templom méretei: hossza 33 m, szélessége 13,5 m, a hajó magassága 11,5 m, a torony magassága 40 m. Az anyakönyvet 1734 óta vezetik. Sajnos a második világháború idején annyira megrongálódott, hogy többé már nincs használatban, romokban hever. Valaha a német lakosság volt római katolikus vallású, mióta a németeket kitelepítették, nagyon kevés katolikus vallású lakos van a faluban.

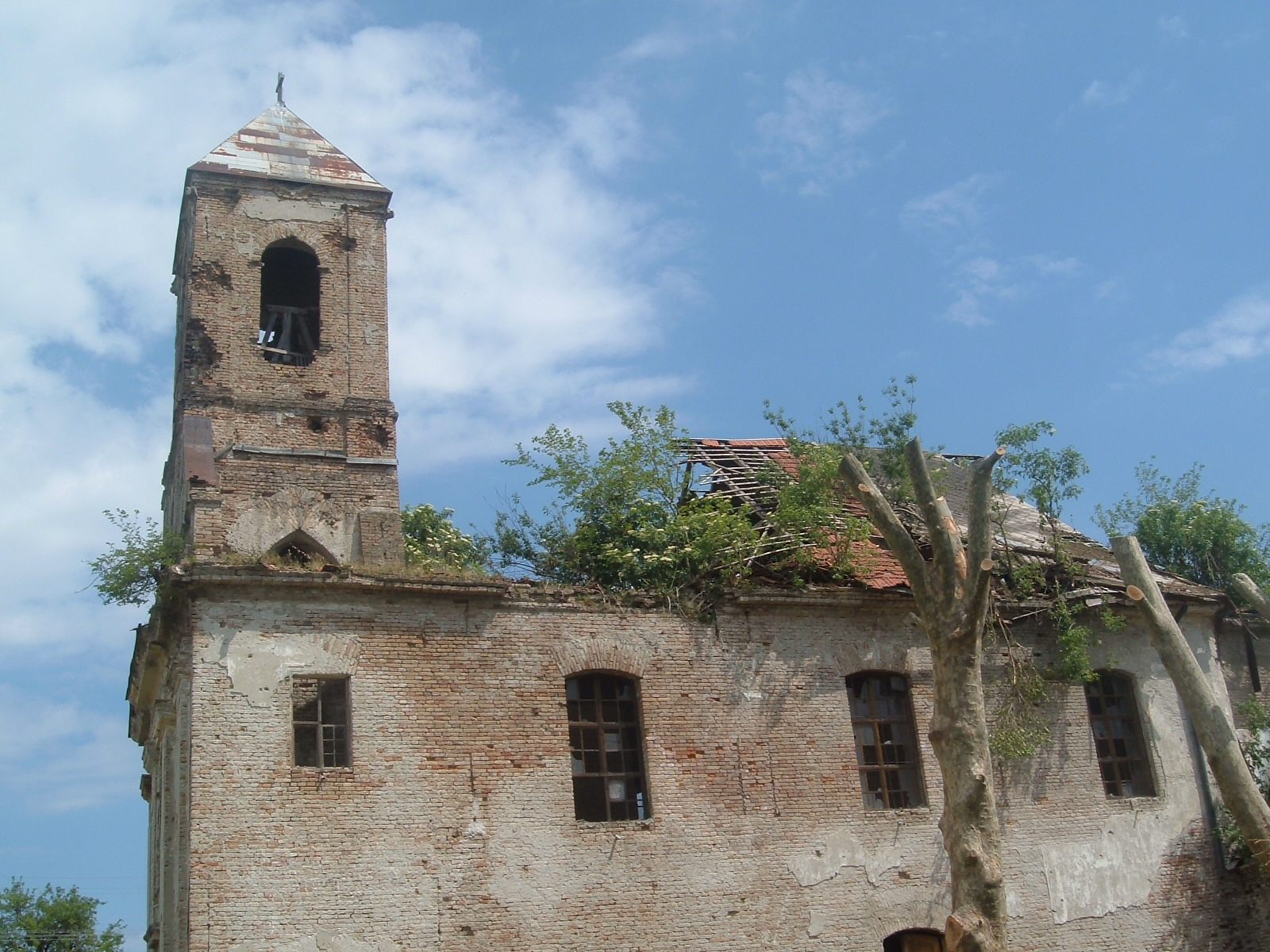
A templom kívülről 2007-ben
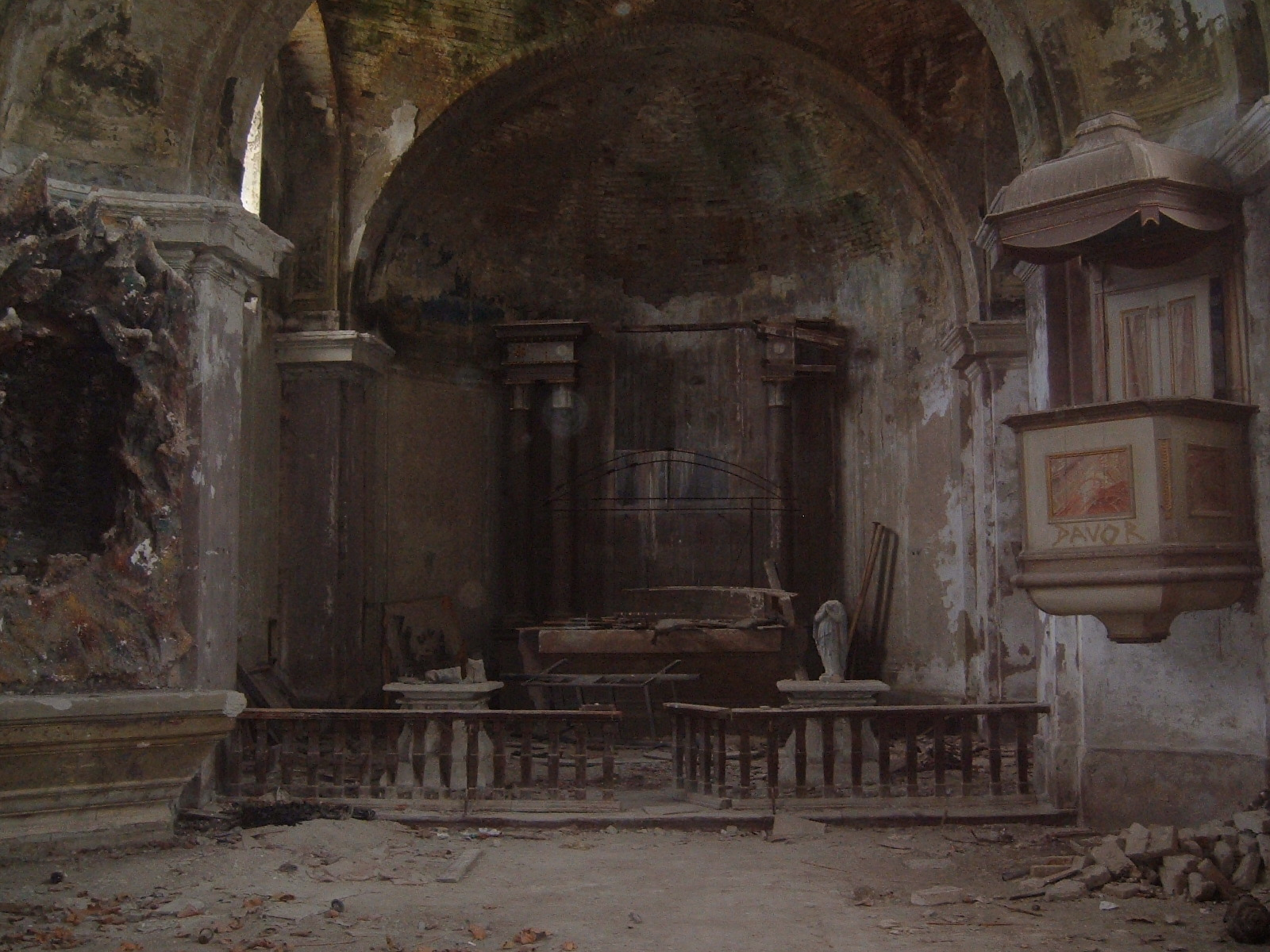
A Szent Anna-templom belülről 2007-ben